# 和泉府中站
和泉府中站（日语：／ Izumi-Fuchū eki */?）是一個位於大阪府和泉市、屬於西日本旅客鐵道（JR西日本）阪和線的鐵路車站。車站編號為JR-R37。

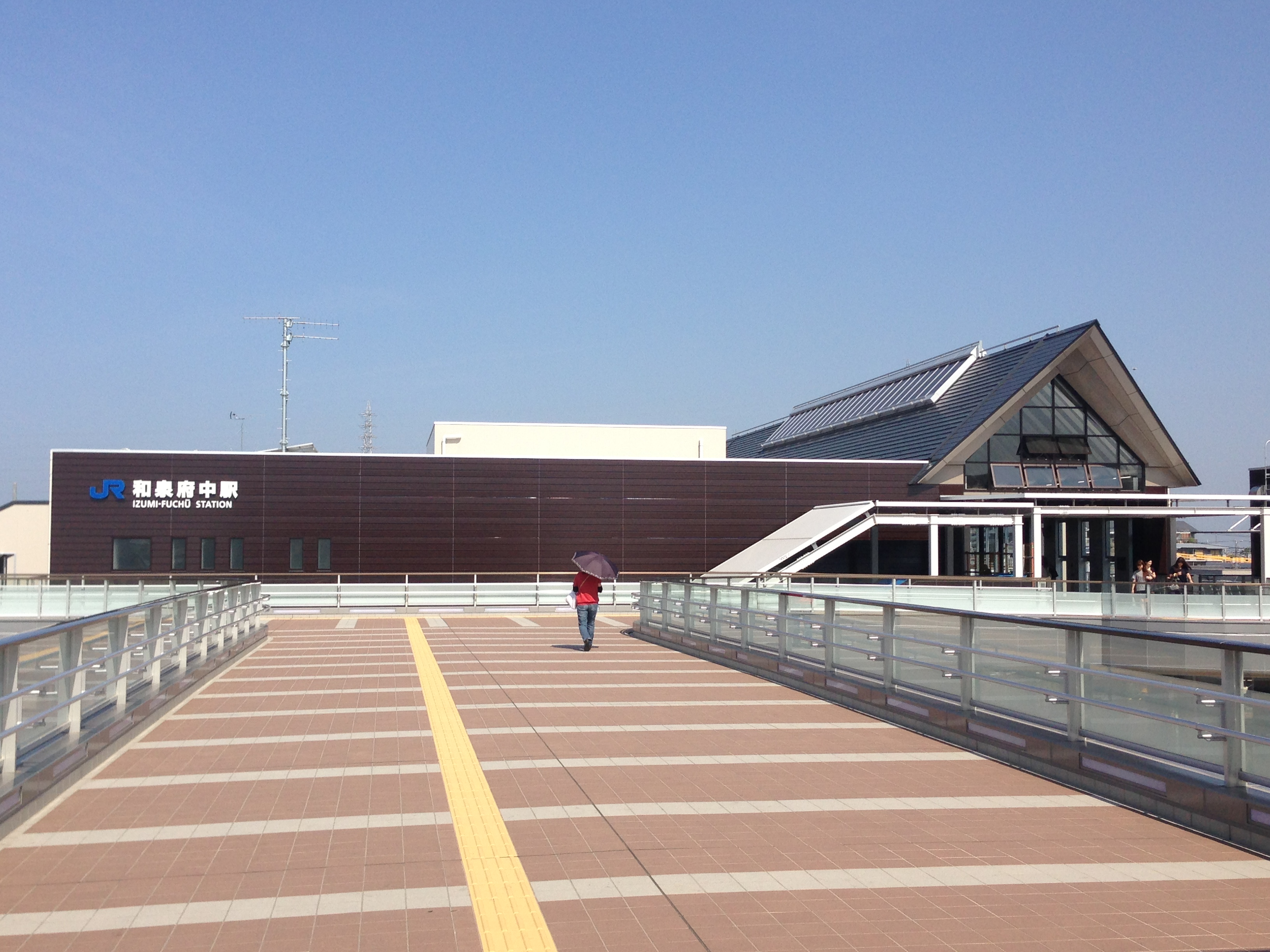
車站東側（2013年8月）

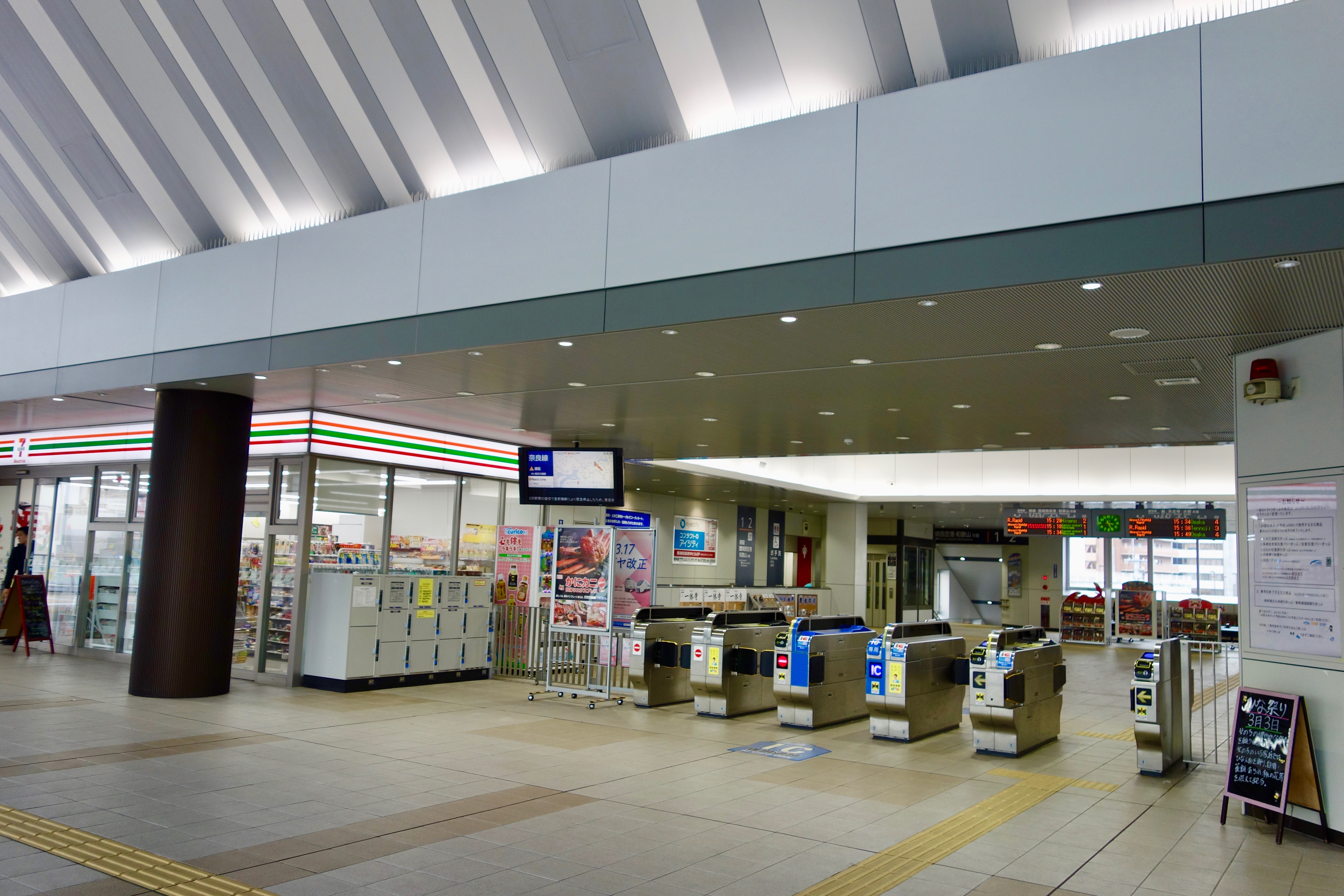
檢票口（2018年3月）

## 車站結構

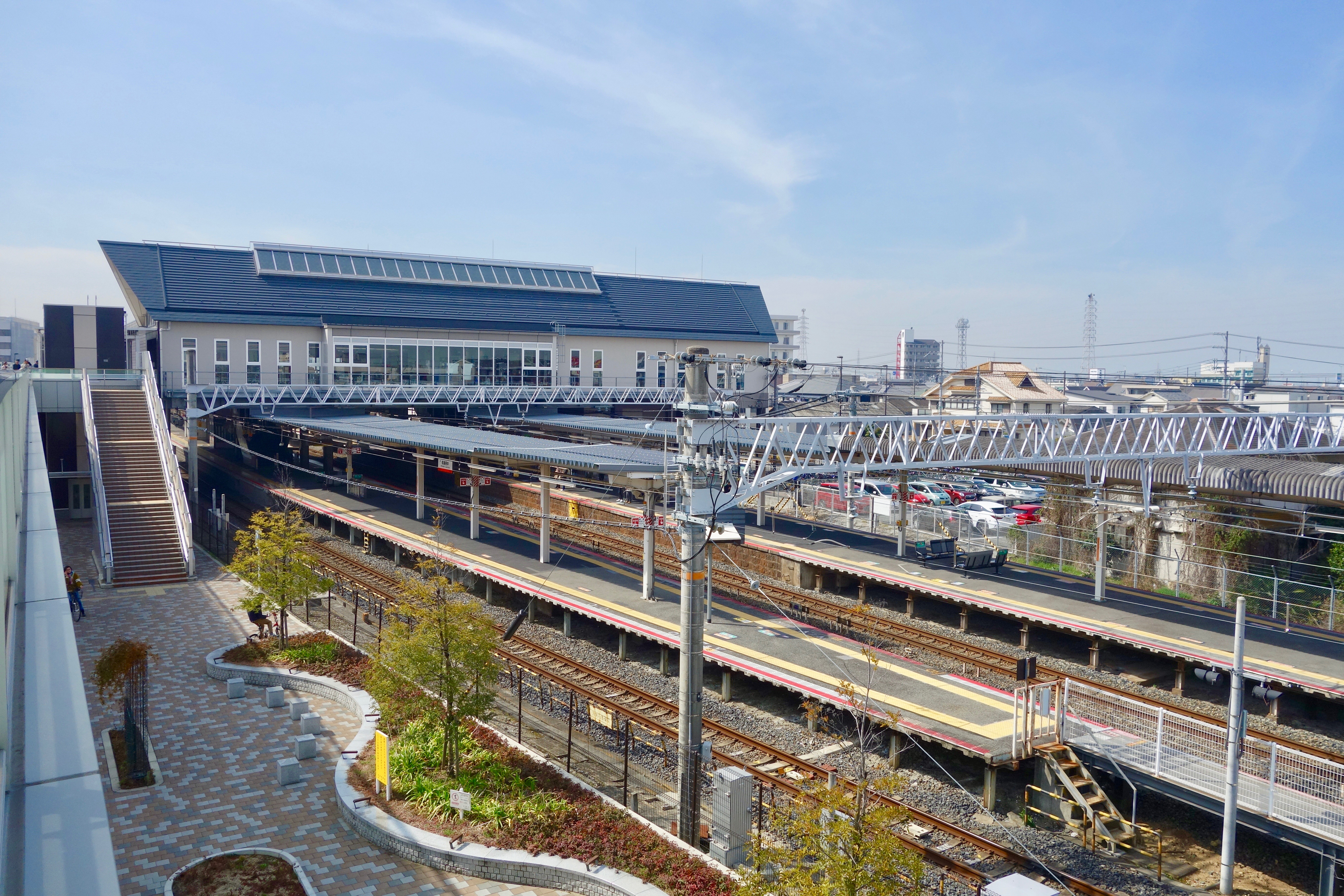
月台全景（2018年3月）

島式月台2面4線的地面車站。

### 月台配置
| 月台 | 路線   | 方向 | 目的地                     |
| ---- | ------ | ---- | -------------------------- |
| 1、2 | 阪和線 | 下行 | 熊取、關西機場、和歌山方向 |
| 3、4 | 阪和線 | 上行 | 鳳、天王寺、大阪方向       |

## 使用情況
2017年度的1日平均上下車人次為3,937人。
近年1日平均上下車人次推移如下表｡
| 年度               | 1日平均 乗車人員 |
| ------------------ | ---------------- |
| 1994年（平成06年） | 15,864           |
| 1995年（平成07年） | 15,672           |
| 1996年（平成08年） | 15,973           |
| 1997年（平成09年） | 15,732           |
| 1998年（平成10年） | 15,459           |
| 1999年（平成11年） | 15,097           |
| 2000年（平成12年） | 15,065           |
| 2001年（平成13年） | 14,938           |
| 2002年（平成14年） | 14,776           |
| 2003年（平成15年） | 14,860           |
| 2004年（平成16年） | 14,900           |
| 2005年（平成17年） | 14,928           |
| 2006年（平成18年） | 15,051           |
| 2007年（平成19年） | 15,073           |
| 2008年（平成20年） | 15,236           |
| 2009年（平成21年） | 15,303           |
| 2010年（平成22年） | 15,492           |
| 2011年（平成23年） | 15,993           |
| 2012年（平成24年） | 16,337           |
| 2013年（平成25年） | 16,990           |
| 2014年（平成26年） | 16,982           |
| 2015年（平成27年） | 17,431           |
| 2016年（平成28年） | 17,580           |
| 2017年（平成29年） | 17,632           |

## 相鄰車站
西日本旅客鐵道
 阪和線
- 「黑潮號列車」及「遙號列車」停車站

■關空快速、■紀州路快速、■快速、■直通快速
鳳（JR-R33）－和泉府中（JR-R37）－東岸和田（JR-R40）
■區間快速、■普通
信太山（JR-R36）－和泉府中（JR-R37）－久米田（JR-R38）

## 外部連結
- 和泉府中｜車站資訊：JR出門網 - 西日本旅客鐵道